# Myzostoma parasiticum
Myzostoma parasiticum is een ringworm uit de familie Myzostomatidae.
Myzostoma parasiticum werd in 1827 voor het eerst wetenschappelijk beschreven door Leuckart.